# 자유부인 (1956년 영화)
《자유부인》(自由夫人, 영어: Madame Freedom)은 한국에서 제작된 한형모 감독의 1956년 드라마 영화이다. 박암 등이 주연으로 출연하였고 방대훈 등이 제작에 참여하였다.

## 배역
- 장태언: 박암
- 오선영: 김정림
- 최윤주: 노경희
- 백광진: 주선태
- 한태석: 김동원
- 이월선: 고향미
- 박은미: 양미희
- 신춘호: 이민
- 오명옥: 안나영
- 명옥모: 고선애
- 경수: 방수만
- 상인: 최남현
- 형사: 연영
- 미쓰윤: 배선희
- 미쓰김: 신미
- 화교회장: 윤금자
- 여객: 박미란

### 특별출연
- 노래: 백설희 - 삽입가“아벡크토요일” (유니버-설 레코-드 취입)
- 무용: 나복희
- 악단: 박주근과 그의 악단

## 스태프
- 삼성영화사 제작
- 한형모프로덕션 작품 (한형모푸로덕슌 명의)
- 원작: 정비석
- 제작: 방대훈
- 기획: 이래원, 엄문근
- 각색: 김성민
- 윤색: 이청기
- 미술: 이봉선
- 조명: 이한찬
- 녹음: 이경순
- 제화: 김영주
- 기록: 김계향
- 연출보: 박성호
- 촬영보: 박헌삼
- 현상: 최규순, 김봉수
- 인화: 조우기
- 효과: 심재훈
- 진행: 이봉춘
- 제작주임: 임춘식
- 촬영: 이성휘
- 감독: 한형모